# Byzantinische Währung

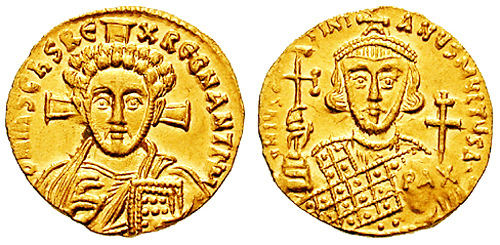
Solidus von Justinian II.

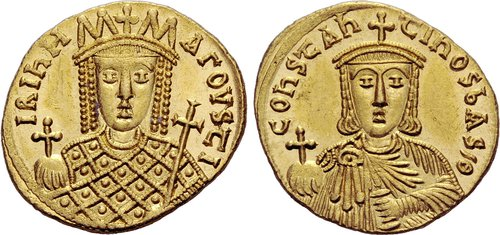
Solidus von Irene mit Sohn Konstantin VI.

Die byzantinische Währung, also das Geld, welches im Oströmischen Reich von der Spätantike bis zur Eroberung Konstantinopels (1453) benutzt wurde, bestand in der frühbyzantinischen Phase im Wesentlichen aus dem goldenen Solidus und einer Vielfalt von Bronzemünzen. Silbermünzen wurden in der frühbyzantinischen Phase nur selten geschlagen und spielten erst in der spätbyzantinischen Phase eine wichtige Rolle.
Das Fach Byzantinische Numismatik beginnt traditionell mit der Währungsreform des oströmisch-byzantinischen Kaisers Anastasios I. im Jahr 498, der das Münzsystem des späten römischen Reichs, das aus dem Goldsolidus und den bronzenen Nummi bestand, reformierte. 40 Nummi (Singular Nummus) galten zunächst einen Follis (Plural Folles), der seinerseits 1/420 eines Solidus galt. Im weiteren Sinne gehört auch die Münzprägung des Kaiserreichs von Trapezunt (zwischen 1204 und 1461) zum Byzantinischen Münzsystem.

## Historischer Überblick
330 n. Chr. hatte der römische Kaiser Konstantin I. (306–337), die bis dahin eher unbedeutende Hafenstadt Byzantion am Bosporus zu seiner neuen Hauptstadt erkoren. Dies schuf die Grundlage eines eigenständigen Staatswesens in Osteuropa. Hinzu kam die Erhebung des Christentums zur Reichsreligion 392 n. Chr. durch Kaiser Theodosius I. (379–395). Konstantinopel, wie Byzantion nun hieß, war vom Anfang seines Hauptstadtdaseins an eine vornehmlich christliche Metropole. Theodosius hatte überdies die organisatorische Teilung des Römischen Reiches verfügt; im Grundsatz blieb das Reich jedoch ungeteilt. 395 fiel dem einen Sohn Honorius die Westhälfte und dem anderen Sohn Arcadius die Osthälfte mit Konstantinopel zu. Diese Zäsur war vor allem verwaltungstechnisch bedingt, denn das riesige Staatswesen konnte in der Spätantike kaum mehr zentral gelenkt werden. 476 ging das Weströmische Reich im Verlauf der Völkerwanderung unter, wogegen das Ostreich aller Gefährdung zu trotzen vermochte.
Im 6. Jahrhundert erlebte das nunmehr Oströmische oder Byzantinische Reich eine neue Blüte. Dafür zeichnete nicht zuletzt Justinian I. (527–565) verantwortlich, der Bauherr der Hagia Sophia in Konstantinopel und Initiator der Rechtssammlung des Corpus iuris civilis. Unter seiner Aegide wurden große Gebiete des ehemaligen Römischen Reiches im Westen zurückerobert. Auf Justinian gehen auch viele der bekannten Mosaiken in Ravenna zurück (Sant’Apollinare in Classe, San Vitale etc.). Dennoch war die Bilanz von Justinians Regierung namentlich innenpolitisch zwiespältig, wenn man Prokopios von Caesarea glauben will, der sich als vielleicht erster Geschichtsschreiber in doppelter Buchführung übte: Einerseits lobt Prokop in seinen offiziellen, für Kaiser Justinian verfassten Werken dessen Tun überschwänglich, während er andererseits in seiner Geheimgeschichte, den Anekdota, nicht müde wird, denselben Kaiser und vor allem dessen machtbewusste Gattin Theodora der Misswirtschaft zu bezichtigen. Das Reich war durch die langen Kriege und Pestwellen aber auch objektiv geschwächt. 
Nach militärischen Rückschlägen und einer Schrumpfung des Territoriums schien das Reich unter Herakleios (610–641) in altem Glanz wiederzuerstehen. Herakleios konnte außenpolitische Erfolge verbuchen; er besiegte 627/28 das Sassanidenreich, den großen Rivalen Roms im Osten. Allerdings konnte er nicht verhindern, dass Ostrom seine orientalischen Provinzen an die Araber verlor, gegen die das Reich nun einen erbitterten Abwehrkampf führte (siehe Islamische Expansion).
Im 8. und der ersten Hälfte des 9. Jahrhunderts wurden das Reich von inneren, religiösen Kämpfen erschüttert. Es war die Epoche des Bilderstreites, des Ikonoklasmus (726–843). Die Hintergründe des Bilderstreits sind in der modernen Forschung umstritten; jedenfalls nahmen weite Kreise am Bilderreichtum des religiösen Kultes Anstoß. Der erste bilderfeindliche Kaiser, Leo III. (717–741) – überdies ein großer Staatsmann –, stammte bezeichnenderweise aus Syrien. Der Kampf für oder wider die heiligen Bilder wogte lange Zeit unentschieden hin und her: Ein ikonodulischer Herrscher ließ feierlich jene Bilder wieder erneuern, die sein Vorgänger zerstört hatte und sein Nachfolger wieder zerstören sollte. Auch der Bruch mit Rom war mehrmals unvermeidlich, stand der Papst doch tendenziell auf der Seite der Bilderfreunde und belegte manche Kaiser und Patriarchen, die die östliche Christenheit ziemlich eigenmächtig leiteten, mit dem Bann. Zu meist eher (kirchen-)politisch als dogmatisch motivierten Streitereien zwischen Ost- und Westkirche kam es in späterer Zeit noch öfters. Das endgültige Schisma brach 1054 aus und besteht zwischen den orthodoxen Kirchen und den verschiedenen Westkirchen trotz zahlreicher Unionsbestrebungen bis heute fort.
843 gewannen die Bilderfreunde endgültig die Oberhand. Im sogenannten Bilderedikt von Kaiser Michael III. (842–867) und seiner Mutter Theodora wurde der Dienst an und mit den Ikonen ausdrücklich gefordert. Dies bescherte der Nachwelt eine Fülle unvergleichlicher Kunstwerke, auch wenn sich diese Nachwelt damit theologisch manchmal schwer tat. Die folgenden Jahrhunderte waren von einer gewissen Kontinuität gekennzeichnet. Das Reich beschränkte sich zunehmend auf die östliche Mittelmeerhälfte mit dem heutigen Griechenland und der Türkei als Zentrum. Auseinandersetzungen mit Slawen und Arabern prägten die außenpolitische Szene. Unter Basileios II. aus der Familie der Makedonen, der fast 50 Jahre lang regierte (976–1025), konsolidierte sich die Lage auch an den Reichsgrenzen. Ihn hat man wegen seiner Erfolge gegen die Bulgaren mit dem Beinamen „Bulgaroktonos“ bedacht, was übersetzt „Bulgarentöter“ heißt. Nach dem Tod des Basileios trübte sich das Bild allerdings: Besitzungen gingen verloren, nur wenig andere wurden hinzugewonnen. 1071 erlitten die Byzantiner in der Schlacht bei Manzikert gegen die Seldschuken eine verheerende Niederlage, die ihre Stellung in Kleinasien dauerhaft schwächte. Einen wohl letzten großen politischen Höhepunkt erreichte das Imperium unter der Dynastie der Komnenen, besonders unter Alexios I. Komnenos (1081–1118) und seinen unmittelbaren Nachfolgern. Sie sicherten die Grenzen und führten innenpolitische Reformen durch.
Im Zuge des unrühmlichen Vierten Kreuzzuges fiel das Reich 1204 in die Hände von Kreuzrittern, die vor allem eigene Machtpolitik betrieben und so Byzanz erheblich schwächten. Sie richteten in Konstantinopel und den anderen Städten nach dem Zeugnis byzantinischer Chronisten ein Blutbad an. Das Reich brach auseinander; neben anderen Vasallenstaaten unter venezianischer Dominanz wurde das sogenannte Lateinische Kaisertum gegründet. Die griechisch-byzantinischen Adelsfamilien gingen ins Exil und etablierten sich dort mit eigenen kleinen Provinz-Reichen, so in Nikäa und Trapezunt (bis 1461 autonom), später (nach 1224) noch in Thessaloniki. 1261 gelang es einem Feldherrn, der in Nikäa und Thessaloniki die Macht an sich gerissen hatte, die „Lateiner“ aus Konstantinopel zu vertreiben und als Michael VIII. Palaiologos (1261–1282) den Thron eines wieder geeinten Reiches zu besteigen. Bis zu seinem Untergang wurde Byzanz nun von der Familie der Palaiologen regiert. Es nahm mehr und mehr den Charakter eines Feudalstaates an und war politisch im Konzert der Mächte endgültig zweitrangig geworden, beständig von äußeren Feinden bedrängt und auf wenige Gebiete der heutigen Türkei und Griechenlands beschränkt. Dafür erfuhren im ausgehenden 13. Jahrhundert Kunst und Wissenschaft nochmals einen großen Aufschwung. 1453 musste das ehemals so bedeutende Imperium den anstürmenden Osmanen endgültig weichen. Die beim Untergang von Konstantinopel nach Westeuropa geflüchteten byzantinischen Künstler und Gelehrten haben einen maßgeblichen Einfluss auf die beginnende Renaissance ausgeübt.

## Goldmünzen
Nicht von der Reform Anastasios I. betroffen war die Goldwährung: Der Anfang des 4. Jahrhunderts unter Konstantin dem Großen eingeführte Solidus (Plural: Solidi) mit einem Sollgewicht von 4,55 Gramm und einer Sollreinheit von 24 Karat bleibt der Standard für den internationalen Handel. Der Solidus wog in der Praxis zwischen 4,48 und 4,6 Gramm.
Im 6. und 7. Jahrhundert wurden auch reduzierte Solid mit besonderer Kennzeichnung ausgegeben. Sie sind nur 20, 22 oder 23 Siliquae schwer, wobei ein Siliqua rund 0,18 Gramm entsprach. Ihr ursprünglicher Verwendungszweck ist umstritten. Von der Forschung werden sie mit Tributzahlungen, mit Außenhandel oder mit wechseltechnischen Erfordernissen bei Bronzegeldreformen in Verbindung gebracht.

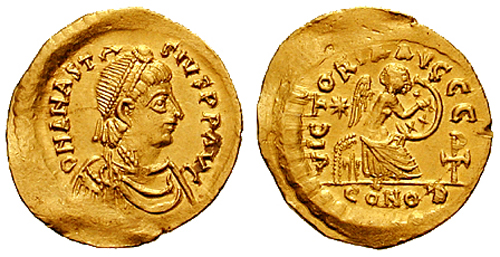
Semissis von Anastasios I.

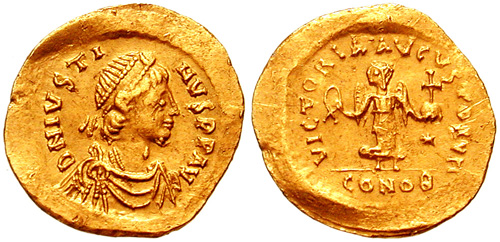
Tremissis von Justin I.

Parallel zum Solidus wurden Halb- und Drittelsolidi (Semissis / Plural: Semisses und Tremissis / Plural: Tremisses) geprägt. Die Semisses und Tremisses wurden in Konstantinopel bis unter Kaiser Michael I. (811 bis 813) und in Syrakus bis unter Kaiser Basileios I. (867 bis 886) geprägt. 1/6 Solidi wurden nur sehr selten und zuletzt im 9. Jahrhundert geprägt.
Unter Kaiser Nikephoros II. Phokas (regierte 963 bis 969) wurde neben dem Solidus eine Goldmünze mit lediglich 11/12 des üblichen Gewichts, jedoch gleichem Goldgehalt ausgegeben.

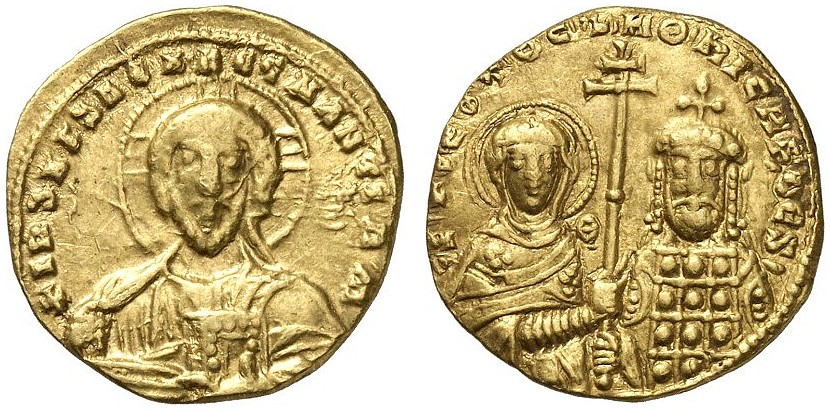
Tetarteron von Nikephoros II. Phokas

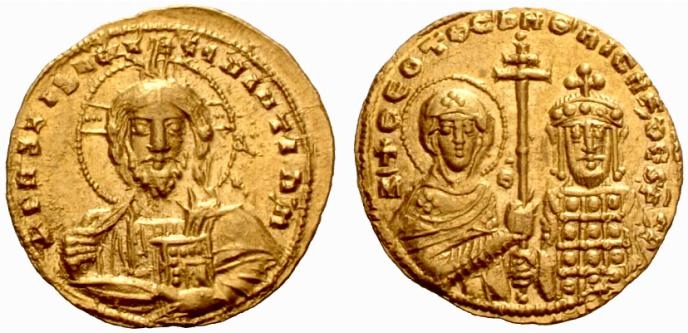
Histamenon von Nikephoros II. Phokas

Über den Grund der Einführung dieser um ein 1/12 leichteren Münze gibt es unterschiedliche Meinungen. Laut dem byzantinischen Geschichtsschreiber Johannes Zonaras lag der Sinn dieser Änderung im (gescheiterten) Versuch, den Markt dazu zu bringen, die untergewichtigen Münzen zum Wert des alten Solidus zu akzeptieren. Die leichtere Münze wurde Tetarteron genannt, die vollgewichtige Solidus wurde ab diesem Zeitpunkt ἱστάμενον νόμισμα (Hi)stamenon nomisma oder kurz Histamenon genannt. Der Histamenon wog zwischen 4,4 und 4,5 g, die um ein 1/12 leichtere Goldmünze, die Tetarteron nomisma, etwa 4,05 g. In der Numismatik wird vielfach argumentiert, dass der Tetarteron mit dem fatimidischen Dinar durch die Gewichtsreduktion um ein 1/12 konvertibel wurde und so den Handel erleichtern sollte.

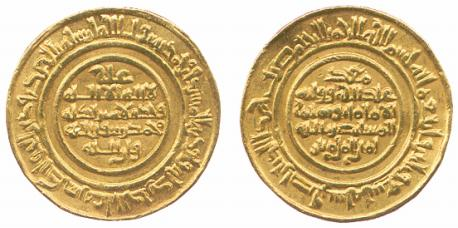
Golddinar des 8. Kalifen der Fatimiden al-Mustansir (1036–1094) mit 4,05 Gramm

Ursprünglich gleich aussehend, unterschieden sich beide Münzprägungen später auch äußerlich. Unter Kaiser Basileios II. (976–1025) wurde der Tetarteron kleiner und dicker, während der Histamenon immer größer und dünner wurde. Unter der Regentschaft von Kaiser Konstantin VIII. (1025–1028) begannen die beiden Münztypen, sich auch ikonographisch zu unterscheiden.
Mitte des 11. Jahrhunderts hatte der Tetarteron nur noch einen Durchmesser von durchschnittlich 18 mm und ein Gewicht von durchschnittlich nur noch 3,98 g, während der Histamenon zu dieser Zeit einen durchschnittlichen Durchmesser von 25 mm hatte (20 mm hatte der ursprüngliche Solidus) und sich in weiterer Folge zu einer schüsselförmig gewölbten Münze entwickelte.

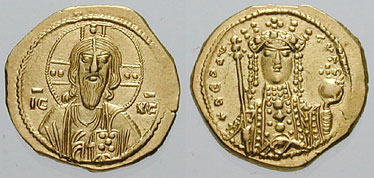
Tetarteron während der Alleinherrschaft der Kaiserin Theodora III. (1055–1056).

Solche schüsselförmig gewölbten Münzen werden allgemein auch als Skyphate (abgeleitet von Skyphos, der altgriechischen Trinkschale) bezeichnet. Über die Ursache dieser skyphatischen Entwicklung, die auch bei den byzantinischen Elektron- und Billion-Münzen der mittelbyzantinischen Zeit charakteristisch ist, gibt es eine ganze Reihe von Hypothesen.
Der Solidus bzw. Histamenon und der Tetarteron waren bis Anfang des 11. Jahrhunderts von relativ konstanter Reinheit. Der Goldgehalt lag durchgängig zwischen 955 und 980 Tausendstel (23 bis 23,5 Karat). Ab Kaiser Michael IV. (regierte 1034 bis 1041), der aus einfachen Verhältnissen stammte und vor seiner Krönung Geldwechsler war, begann die langsame Entwertung der byzantinischen Goldwährung durch schrittweise Verringerung des Goldgehalts.
Die Entwertung verlief zuerst langsam und beschleunigte sich dann rapide: ca. 21 Karat (87,5 % Reinheit) während der Regierungszeit von Kaiser Konstantin IX. (1042–1055), 18 Karat (75 %) unter Kaiser Konstantin X. (1059–1067), 16 Karat (66,7 %) unter Kaiser Romanos IV. (1068–1071), 14 Karat (58 %) unter Michael VII. (1071–1078), 8 Karat (33 %) unter Nikephoros III. (1078–1081) und 0 bis 8 Karat während der ersten elf Jahre der Regierung von Kaiser Alexios I. (1081–1118).
Unter Alexios I. wurden im Rahmen der Münzreform von 1092 der bereits völlig entwertete Histamenon und Tetarteron abgeschafft und eine neue Goldmünze mit einem Goldgehalt von anfänglich 900 bis 950 Tausendstel eingeführt (21,6–22,8 Karat). Diese neue Münze wurde Hyperpyron genannt, wog wie der Solidus 4,5 g und hatte später einen Feingehalt von 21 Karat (Legierungsverhältnis von 21 Teilen Gold zu 3 Teilen anderem Metall bzw. 875/1000). Trotz des geringeren Goldgehalts wird der Hyperpyron als spätbyzantinischer Solidus eingeordnet. Er galt zunächst drei Elektron-Aspron-Trachea oder 48 Billon-Aspron-Trachea.
Das Hyperpyron blieb bis zur Eroberung von Konstantinopel (1453) im Umlauf, verlor aber aufgrund des sinkenden Goldgehalts zusehends an Wert. Unter der Doppelherrschaft von Johannes V. und Johannes VI. (1347–1353) wurde das Hyperpyron letztmals geprägt. Damit endet die römisch-byzantinische Goldwährung des Solidus, die seit der Einführung unter Konstantin des Großen über ein Jahrtausend Bestand gehabt hatte.

## Silbermünzen
Silber spielt im byzantinischen Münzwesen lange Zeit nur eine nebensächliche Rolle. Als Nominale sind, neben den Siliquae und Halb-Siliquae, auch die sehr selten geprägten Miliarensia (Singular: Miliarense) zu nennen, bei denen es sich um Doppelsiliquae handelt. Unter Kaiser Herakleios (610 – 641) wird eine schwerere Silbermünze, das Hexagramma (Plural: Hexagrammata) geschaffen, das als Doppelmiliarense in größeren Mengen ausgeprägt wurde, aber nach einigen Jahrzehnten wieder verschwand. Leo III. (717–741) führte das Miliaresion (Plural: Miliaresia) ein, das rund 2 Gramm schwer war und sich bis zur Münzreform des Kaisers Alexios I. (1081–1118) im Jahr 1092 behaupten konnte. Ab der Münzreform 1092 bis etwa 1300 gab es Münzsilber nur in Form von Legierungen der schüsselförmigen Elektron-Aspron-Trachy Gold-Silber-Münzen oder Billion-Aspron-Trachy Silber-Kupfer-Münzen. Erst ab den vierzehnten Jahrhundert wurden wieder reine Silbermünzen geprägt. So führte Kaiser Andronikos II. ab etwa 1300 den sogenannten Basilikon (Plural: Basilika), eine dünne Silbermünze mit hohem Silbergehalt nach dem Vorbild des venezianischen Grosso, ein. Unter Kaiser Johannes V. (1341–1391) löste der 7,4 bis 8,5 Gramm schwere Stavraton (Plural: Stavrata) schließlich die spätbyzantinische Goldwährung (Hyperpyron) nach fast 900 Jahren ab.

## Kupfermünzen

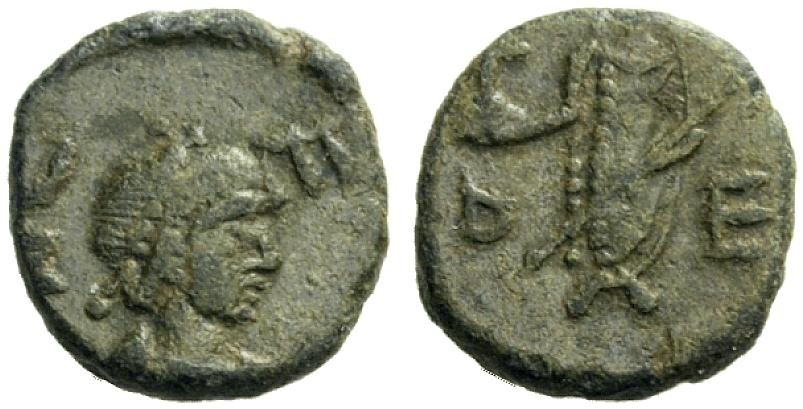
Nummus geprägt unter Kaiser Leon I. (457 – 474) 0,91 Gramm

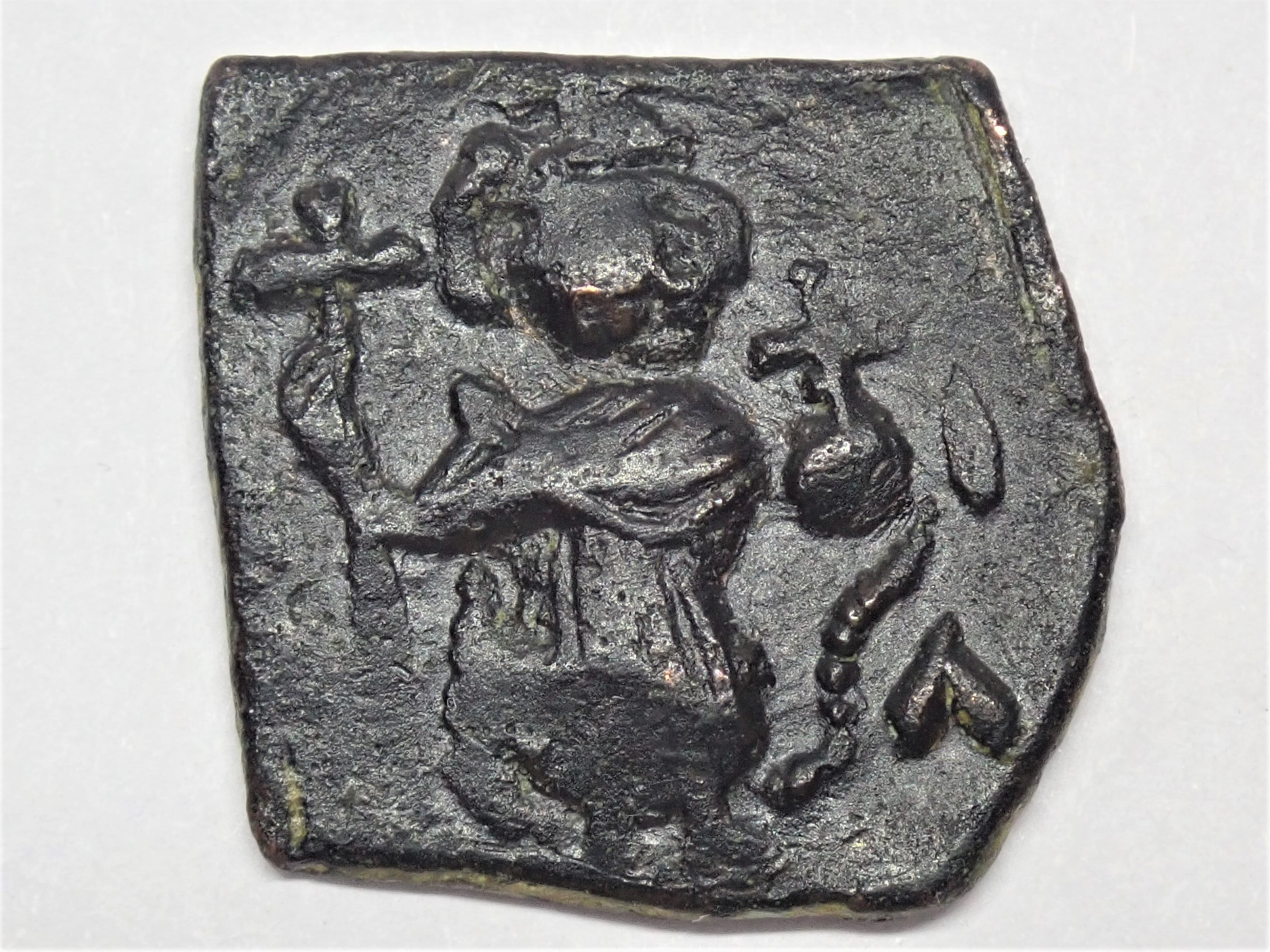
Klippenartiger Bronzefollis des Constans II, Kaiser mit Kreuzstab in der rechten Hand

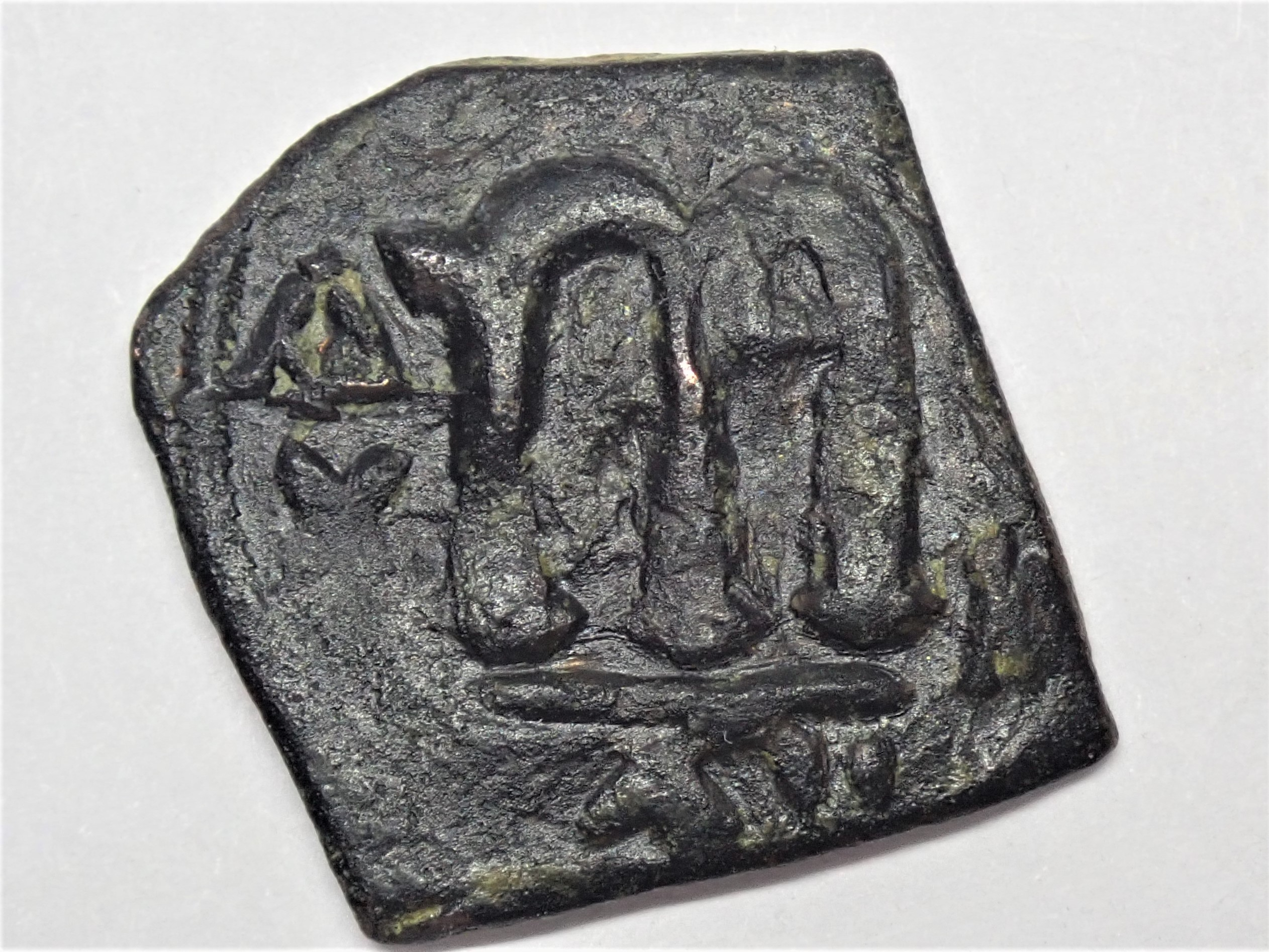
Rückseite des Follis, Wertzeichen M

Kaisers Anastasios I. reformierte im Jahr 498 das römische Währungssystem. Er griff dabei eine Reform auf, die der Vandalenkönig Gunthamund kurz zuvor erfolgreich durchgeführt hatte. Die alten Nummi (Singular: Nummus) waren extrem kleine Bronzemünzen von 8 bis 10 Millimeter Durchmesser gewesen, die unbequem zu handhaben waren, weil schon für kleinere Transaktionen eine große Zahl von ihnen benötigt wurde. Die neuen Bronzemünzen hatten die Nennwerte 40 Nummi, 20 Nummi, 10 Nummi und 5 Nummi (in frühbyzantinischer Zeit wurden in Alexandria auch 12- und 33 Nummimünzen und in Thessaloniki auch 16-, 8-, 4- und 2 Nummimünzen produziert). Die Schauseite dieser Münzen enthielt ein hochstilisiertes Porträt des Kaisers, die Rückseite die Wertangabe gemäß den griechischen Numeralen: M=40,K=20,I=10,E=5. Die Dreiviertelfollimünze im Wert von 30 Nummi wurde zunächst mit dem römischen Zahlzeichen XXX, später mit dem griechischen Buchstaben Λ gekennzeichnet.

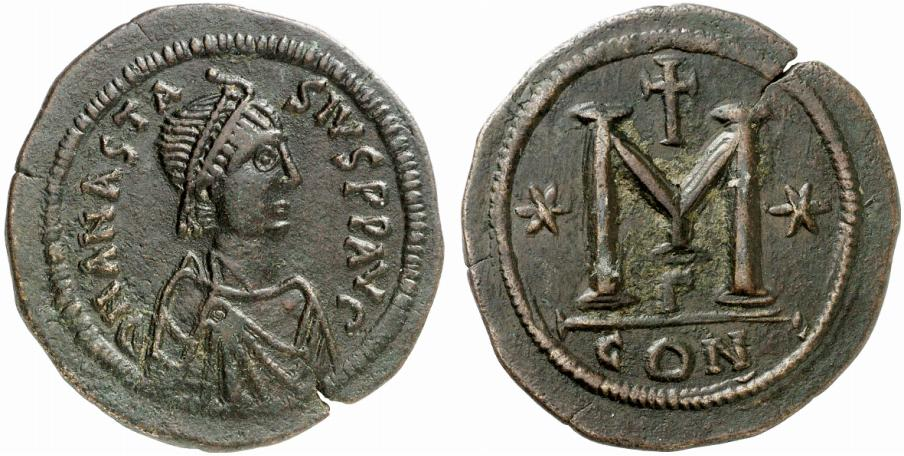
40 Nummi von Kaiser Anastasios I.(491 – 518) mit einem Gewicht von 17,5 g geprägt von 512 bis 517

Das byzantinische monetäre System wurde während des 7. Jahrhunderts geändert, als der 40 Nummi (Follis), jetzt deutlich kleiner, die einzige Bronzemünze wurde, die noch regelmäßig ausgegeben wurde. Die Qualität der Darstellungen nimmt ab, teilweise sind die Schrötlinge auch nicht mehr rund, sondern Klippen. Obwohl Justinian II. (regierte 695 und 705 bis 711) versuchte, die Größe des Follis aus der Zeit von Justinian I. wiederherzustellen, wurde er mit der Zeit immer kleiner. Im 10. Jahrhundert wurden sogenannte „anonyme Folles“ geprägt anstelle der früheren Münzen, die das Abbild des Kaisers zeigten. Die „anonymen Folles“ zeigten auf der Schauseite die Büste von Jesus und die Inschrift XRISTUS/BASILEU/BASILE" (Christus, König der Könige) (siehe auch: Ikonoklasmus (Bildersturm)).
Spätere kelchförmige Münzen, Trachi genannt, wurden sowohl aus Elektrum (verschlechtertes Gold) als auch aus Billon (verschlechtertes Silber) geprägt. Der genaue Grund für die Ausgabe derartiger Münzen ist nicht bekannt, es wird jedoch angenommen, dass sie sich einfach leichter stapeln ließen.
Siehe auch: Römische Währung

## Münzgestaltung und Prägeorganisation

### Münzstätten
Die ca. 32 Münzstätten haben im Regelfall ein Sigle, eine Abkürzung für die Münzstätte aufgeprägt. Nach spätrömischer Tradition wurden zudem auch Offizinen zugefügt, mit der festgestellt werden konnte, welches Team in einer Münzstätte diese Münze hergestellt hat. Mit Ausnahme der Münzstätte von Konstantinopel, die ständig prägte, waren die anderen Münzstätten nur zeitweilig in Betrieb. Die Bronzemünzämter Monetae publicae waren dabei dezentraler verteilt, in den Diözesanhauptstädten, während die Goldmünzstätten Monetae aureae fast unmittelbar der zentralen Finanzverwaltung unterstanden.

### Averse
Die meisten byzantinischen Münzen zeigen, römischen Vorbildern folgend, auf der Vorderseite das Porträt des Herrschers, allerdings auf den Hauptnominalen Solidus und Follis meist als frontale Büste, was auf früheren römischen Münzen nur selten geschah. Auf den Teilstücken folgte man mit dem nach rechts gerichteten Profil eher römischen Vorbildern. Gelegentlich wurde der Kaiser auch im ¾-Profil abgebildet. Anders als auf reichsrömischen Münzen zeigen byzantinische Münzen gelegentlich neben dem Kaiser auch seinen Sohn als Mitkaiser im Frontalporträt. Allerdings werden Kaiser und Mitkaiser schon in römischer Zeit auf Provinzialprägungen gelegentlich gemeinsam auf der Vorderseite abgebildet, dann aber sich im Rechts- und Linksprofil anschauend. Eine besondere Phase ist dann die Zeit der anonymen Prägungen (1059 bis 1067 als alleinige Follesprägungen und 1081 bis 1118 als parallele Prägungen neben nichtanonymen Münzen), bei der nicht der Kaiser, sondern Christus frontal mit Kreuznimbus die Münzvorderseite beherrscht.

### Reverse
Die spätrömische Tradition auf der Münzrückseite die Siegesgöttin Victoria abzubilden, wird im Byzantinischen Reich eine Zeitlang fortgesetzt. Sie wird abgelöst von einem Krückenkreuz, das auf drei oder vier Stufen steht und den Kalvarienberg symbolisiert. Als örtliche Besonderheiten werden auf in Konstantinopel geprägten Münzen auch die Stadtpatronin aus vorchristlicher Zeit und auf in Antiochia geprägten Münzen, wie schon in römischer Zeit auf lokal geprägten Bronzemünzen, die Tyche als Schicksalsgöttin abgebildet. Auf Bronzemünzen dominieren über lange Zeit aber die oben beschriebenen Wertzeichen auf den Rückseiten.